# Saleen S7
Saleen S7 — американский суперкар ручной сборки ограниченной серии производства компании «Saleen». Разработан совместно Стивом Салином (первоначальная концепция и идея), «Hidden Creek Industries» (ресурсы и первоначальное финансирование), Филом Франком (компьютерное проектирование дизайна кузова и салона) и «RML Group» (инженерия шасси). Это единственный автомобиль, произведённый «Saleen» не на базе другого серийного автомобиля, и первый американский серийный суперкар.
S7 дебютировал 19 августа 2000 года на исторических гонках в Монтерее. Полностью алюминиевая 427-я модель удивительно управляемая и податливая при мощности в 550 л.с. при 6400 оборотах в минуту. В 2005 году S7 получила более мощный силовой агрегат Twin Turbo, который повысил мощность двигателя до 750 лошадиных сил, а максимальная скорость составила 399 км/ч.

## S7

### Внешность
Кузов автомобиля, сделанный полностью из углеродного волокна, оборудован воздухозаборниками, спойлером и другими аэродинамичными аксессуарами. Это создаёт единый поток воздуха по всему автомобилю, и на скорости 257 км/ч прижимная сила сравнивается с собственным весом автомобиля.

### Интерьер
Интерьер «Saleen S7» был разработан с акцентом на роскошь и функциональность. Кожа в салоне украшена алюминиевыми вставками, также покупателю предоставляется возможность выбрать дизайн багажного отделения. Из-за расположения двигателя в середине автомобиля он имеет два багажника, спереди и сзади. Среди других опций представлен ЖК-монитор, камера заднего вида, быстрый выпуск рулевого колеса и спидометр на 240 миль в час (386 км/ч). Кабина асимметричной планировки, покупатель может выбрать удобное для себя расположение сиденья относительно центра, чтобы улучшить видимость и рационально распределить вес по транспортному средству.

### Шасси
Шасси представляет собой раму пространственной конструкции, состоящую из лёгкой стали 4130 и алюминиевых панелей из композитной арматуры в форме сот. Оно разделено на скреплённые болтами узлы для обеспечения быстрого доступа к критической подсистеме. Благодаря небольшому весу шасси общая масса автомобиля составляет всего лишь 1247 кг.

### Динамические характеристики
По оценкам, S7 с оригинальной версией наддува может ускоряться от 0 до 100 км/ч за 3,3 секунды, а до 100 миль — за 7,1 секунды. Автомобиль преодолевает стандартную дистанцию для драг-рейсинга за 11,35 секунды, достигая скорости 203 км/ч. Максимальная скорость была оценена в 354 км/ч.

### Электроника
Первые несколько произведённых «Saleen S7» оснащались электроникой, спроектированной и собранной вручную Джимми Родригесом. Стандартный блок электроники включает в себя электрические стеклоподъёмники, дистанционно управляемые замки дверей, капота, багажника и моторного отсека, электрический усилитель руля с резервными защитными контурами, вводное отверстие на 110 вольт для поддержания аккумулятора автомобиля, электрический подогрев лобового стекла, электрический топливный насос, отключающийся в случае аварии, камера заднего вида с встроенным откидным монитором и навигацией. Электрические жгуты изготавливаются из высококачественных материалов. На провода нанесено тефлоновое покрытие, для разъемов и жгутов использованы позолоченные контакты и розетки, обёрнутые в термостойкую сетку из стекловолокна и кевларовую наружную обшивку.

## S7 Twin Turbo
«Saleen S7 Twin Turbo» был обновлённой версией стандартного S7. Хотя первоначальная концепция S7 включала два спаренных турбокомпрессора, они не устанавливались на серийных автомобилях. Вариант «Twin Turbo» был разработан позднее, в 2005 году, и поступил в продажу по цене $ 585296, заменив стандартную версию S7.

### Изменения
Двигатель был модернизирован двумя турбонагнетателями «Garrett», создающих наддув в 0,4 бара и увеличивающих максимальную мощность до 750 лошадиных сил при 6300 оборотах в минуту, максимальный крутящий момент составляет 949 Н*м при 4800 оборотах в минуту. Передние и задние диффузоры и задний спойлер также переработаны, что увеличило прижимную силу на 60 %.

### Динамические характеристики
- 0—100 км/ч: 2,8 с[10]
- 0—100 миль/ч: 5,9 с[10]
- Трасса для драг-рейсинга: 10,5 с[10]
- Максимальная скорость: 399 км/ч[11]

### Спортивный пакет
В 2006 году «Saleen» предложил дополнительный спортивный пакет на S7 Twin Turbo. Пакет предлагает увеличение мощности на 33 %, которая в итоге приближается к 1000 лошадиных сил, а также изменения в подвеску, переработанный передний и задний диффузор и дополнительный аэродинамический пакет с углеродного волокна для переда автомобиля и заднего спойлера.

## S7R
«Saleen S7R» является гоночной версией стандартного S7 без наддува, производимой с 2000 по 2007 год. Он был разработан, чтобы соревноваться в гонках стиля Gran Turismo, таких как Американская серия Ле-Ман, FIA GT и 24 часа Ле-Мана. «RML Group» собрала первые несколько S7-R под надзором инженерной команды «Saleen» в своих мастерских в Великобритании, затем «Saleen» забрала все S7-R и передала французской гоночной команде «Oreca», выполнившей заключительную экипировку в 2006 году. В общей сложности к гонкам были подготовлены 14 S7R. Семь дополнительных S7R почти были доведены до уровня полной готовности, но требовали присвоения идентификационного номера транспортного средства; однако эти автомобили так и не были полностью оснащены.

### Участие в гонках
Первый S7-R от компании RML был завершён в конце 2000 года, а затем немедленно отправлен в Соединённые Штаты, чтобы дебютировать в Американской серии Ле-Ман на трассе Лагуна Сека. Пилотируемый «Saleen-Allen Speedlab», автомобиль финишировал на 26-м месте. В 2001 году был завершён первый автомобиль на продажу, соответствующие команды выступали на различных чемпионатах: «Fordahl Motorsports» участвовала в Grand Am, RML — в Европейской серии Ле-Ман, а «Konrad Motorsport» — в обоих турнирах. Этот автомобиль с номером шасси 001 инженеры «Saleen» назвали Кристина.
S7-R быстро показал свои возможности, когда «Konrad» финишировала на шестом месте в 12 часов Себринга. «Fordahl» выиграл семь гонок Grand Am на пути ко второму месту в своём классе, в то время как RML выиграла четыре гонки европейского Ле-Мана и выиграла чемпионат, обойдя «Konrad». «Saleen-Allen Speedlab» также восходила на подиум на 24 часа Ле-Мана и завоевала итоговое 18-е место.
В 2002 году «Konrad Motorsport» сосредоточилась в основном на Американской серии Ле-Мана (Европейская серия была упразднена после 2001 года), в то время как «Park Place Racing» заняла место «Fordahl» в Grand Am. Дебютант «Graham Nash Motorsport» выиграла и Британский и Испанский GT. «Park Place» выиграла четыре гонки и завоевала свой первый чемпионский титул, в то время как «Graham Nash» выиграл девять Британских и четыре Испанских гонок GT, завоевав титул в обеих сериях. «Konrad Motorsport», однако, боролась против более быстрой и богатой команды «Pratt & Miller» и не смогла одержать победу, но финишировала второй в чемпионате.
В 2003 году «Konrad Motorsport» решила перевести состав «Saleen» в Европу, чтобы соревноваться в чемпионате FIA GT, оставив Северную Америку без участников на S7-R («Park Place» отказалась от чемпионата Grand Am). «Graham Nash» присоединилась к «Konrad» в FIA GT, заняв шестое место в чемпионате. В 2004 году команды «Saleen» пережили возрождение: RML вернулась в FIA GT; DDO, команда Доминика Дюпюи, вступила в чемпионат FFSA GT; «Konrad» помогала новосозданной «Vitaphone Racing»; а «ACEMCO Motorsports» купила две новенькие S7-R, модифицированные специально под Американскую серию Ле-Ман. «Vitaphone» завоевала три победы в FIA GT на пути к четвёртому месту в чемпионате, в то время как DDO завоевала две победы в FFSA GT.
Удача отвернулась от S7-R в сезоне 2005 года. «Konrad» и «Graham Nash» стали хуже выступать из-за экономических проблем. «Vitaphone Racing» в чемпионате FIA GT сменила S7-R на «Maserati MC12». ACEMCO заняла второе место в Американской серии Ле-Ман, в то время как DDO завоевала единственную победу «Saleen» в сезоне.
Ввиду неудач 2005 года «Saleen» предпочла сосредоточиться на избранных сериях и гонках. ACEMCO выбыла из Американской серии Ле-Ман, чтобы сосредоточиться исключительно на участии в 24 часа Ле-Мана 2006 года, где команда заняла 11-е место, лучший результат для «Saleen» на то время. «Oreca» было поручено подготовить новое улучшенное шасси S7-R под наблюдением инженеров «Saleen» Уильяма Талли, Дерка Хартленда, Рэндалла Спейра, Мэттью Райта и Уильяма Крейга. Целью было улучшение конкурентоспособности автомобиля, это привело к тому, что в 2006 году команда завоевала по две победы в Европейских сериях Ле-Ман и выиграла чемпионат GT FFSA. В FIA GT пост заводской команды заняла «Цакспид», «Balfe Racing» выступала без спонсора. «Цакспид» удалось завоевать две победы и обеспечить себе четвёртое место в чемпионате.
В 2007 году «Цакспид» была вынуждена отказаться от участия в FIA GT, так как во время межсезонья команда обанкротилась. ACEMCO также была вынуждена уйти из гонок и предложить свои S7-R для продажи. «Oreca» собрала ещё два автомобиля, используя сборочные узлы, предоставленные «Saleen», один отошёл команде «Italian Racing Box», которая соревновалась наряду с «Oreca» в серии Ле-Ман. «Oreca» выиграла четыре гонки в течение сезона.
В 2010 году «Oreca» собрала S7-R (номер шасси 610) для «Larbre Compétition», команда завоевала единственную для модели победу в классе LMGT1 на 24 часах Ле-Мана. Первоначальное изготовление и сборка этого автомобиля были выполнены в 2006—2007 годы ирвайнскими инженерами «Saleen» в нерабочее время из-за нехватки финансирования. Впоследствии инженеры «Saleen» назвали автомобиль Мелисса в честь подруги одного из гоночных инженеров «Saleen».

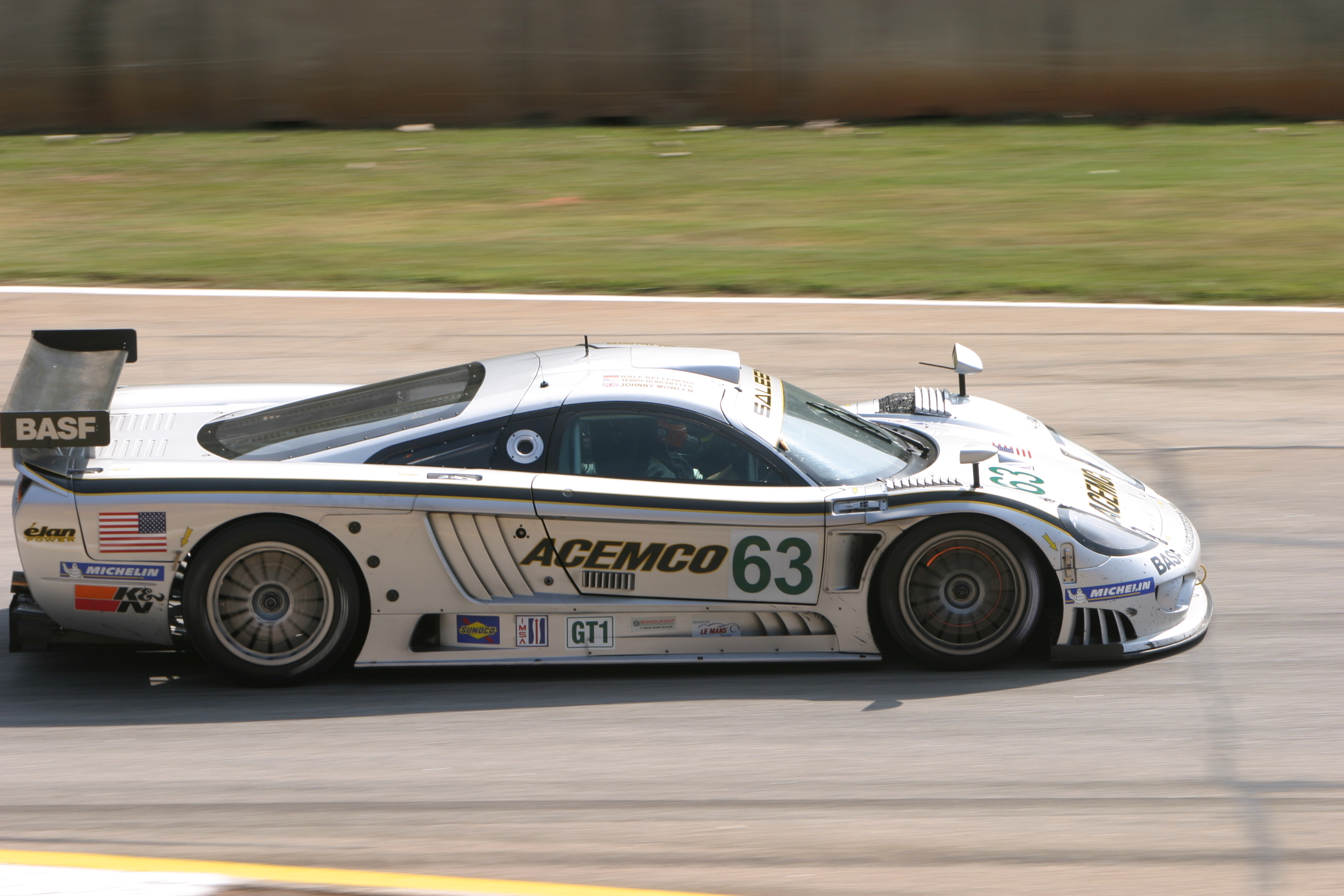
S7-R «ACEMCO Motorsports» на Пти Ле-Ман 2005.
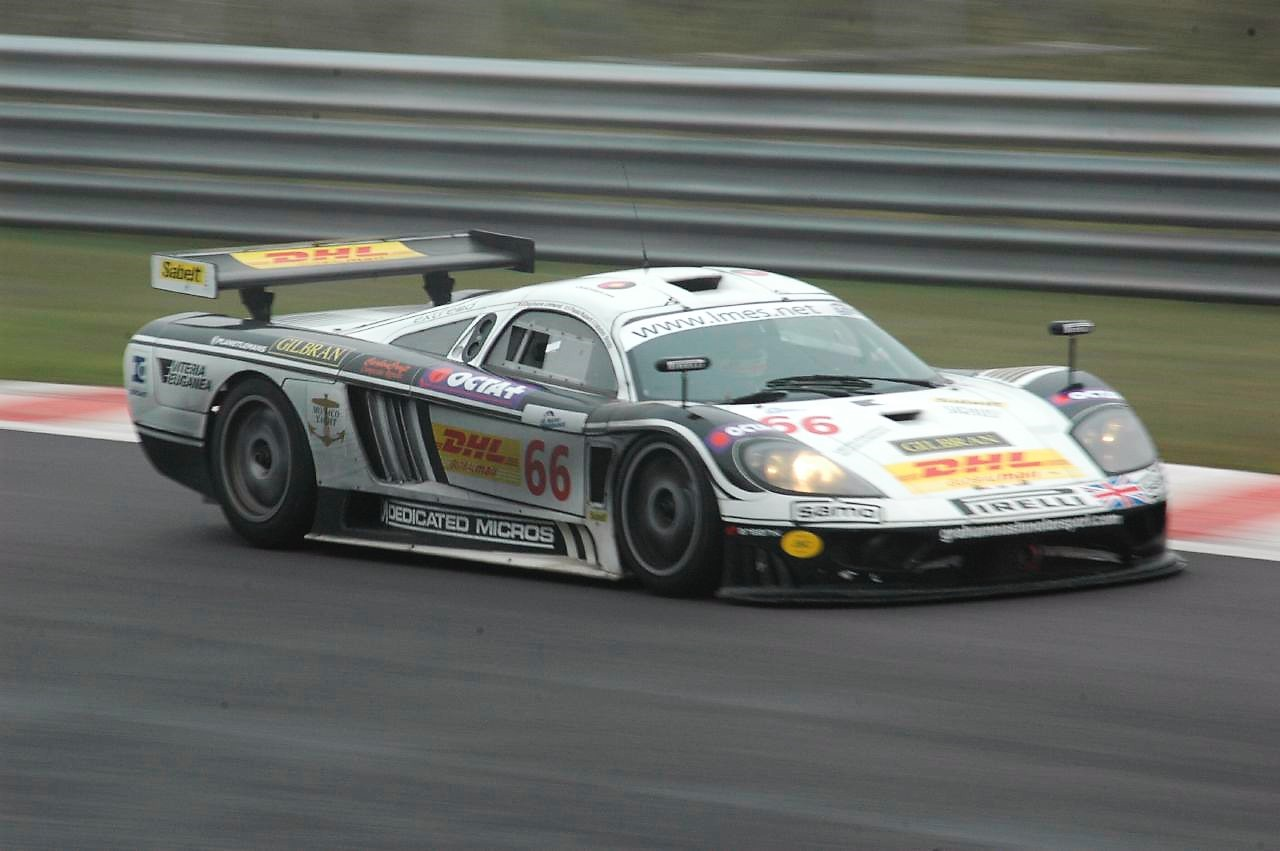
S7-R «Graham Nash Motorsport» на 1000 км Спа 2005.
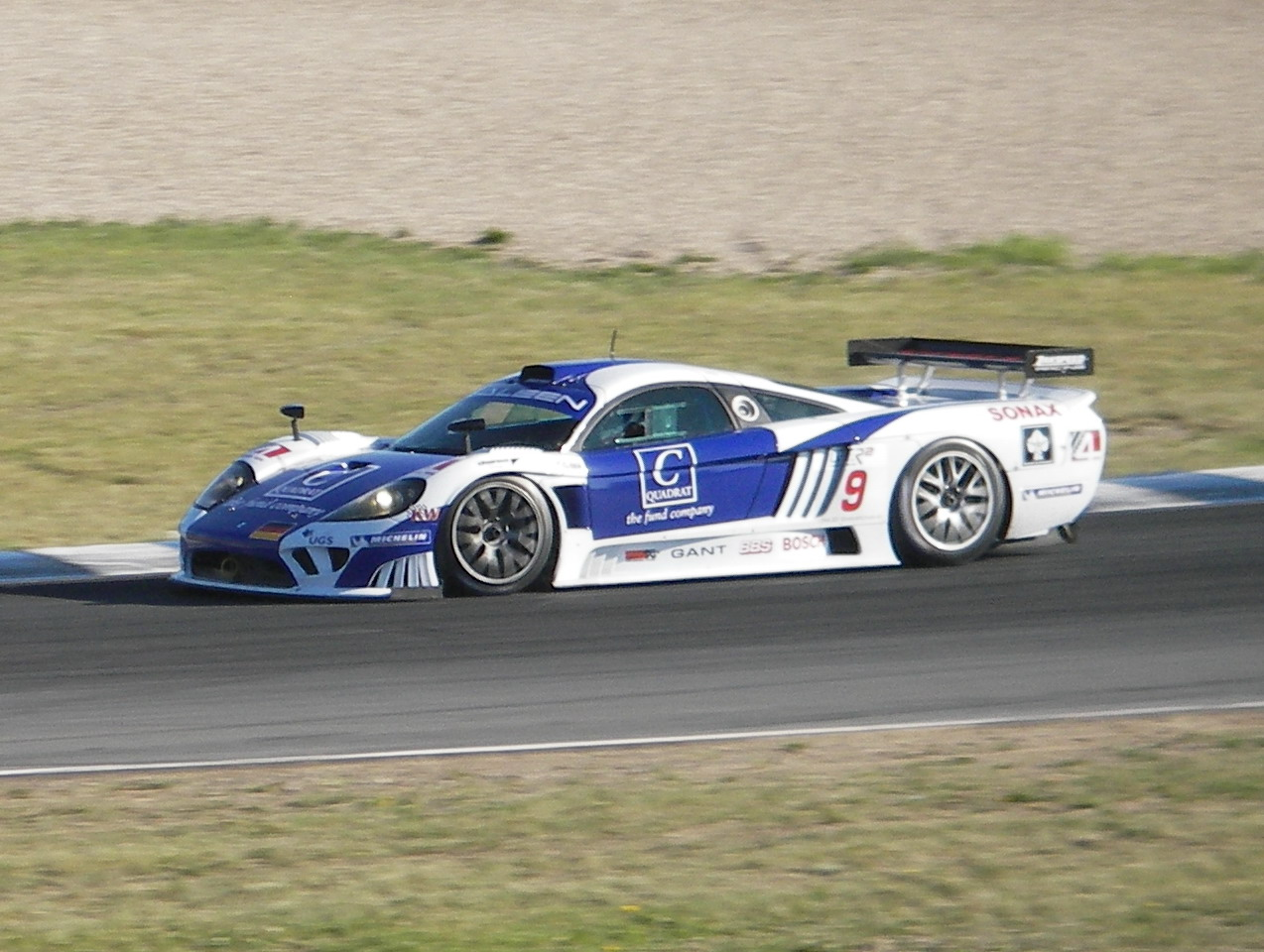
S7-R «Цакспид» на FIA GT, трасса Ошерслебен, 2006.